# Tom und das Erdbeermarmeladebrot mit Honig
Tom und das Erdbeermarmeladebrot mit Honig (Eigenschreibweise: TOM & das Erdbeermarmeladebrot mit Honig) ist eine deutsche Trickfilmserie aus dem Jahr 2005. Die Serie wurde von dem Animationsfilmer Andreas Hykade erfunden und gezeichnet und von der Stuttgarter Trickfilmproduktion Studio Film Bilder hergestellt. Co-Produzent ist der Südwestrundfunk. Die erste Staffel umfasste 13 Folgen; ab 2008 entstanden drei weitere Staffeln mit jeweils 13 Folgen. Der KI.KA. veröffentlichte auf ihrer Webseite außerdem zwei interaktive Episoden.

## Inhalt

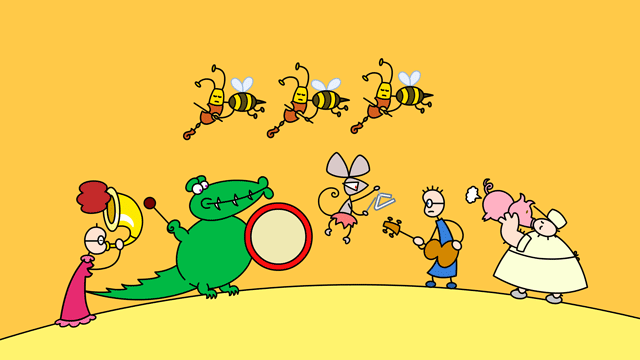
Tom und seine Freunde, von links: Mutter, das Krokodil, die drei Bienen, die Erdbeermaus, Tom, der Müller und sein Schwein

Der Held der Fünf-Minuten-Filme ist Tom, der stets auf der Suche nach einem Erdbeermarmeladebrot mit Honig ist und am Ende fast immer genau ein halbes Brot bekommt, das ihm „so gut schmeckt, als wäre es ein Ganzes gewesen“.
Auf seinen Suchen begegnet Tom regelmäßig verschiedenen Freunden. Am häufigsten tauchen auf:
- der Müller, Toms bester Freund, von dem er in der Regel Mehl für sein Brot bekommt. Sein Haustier ist ein magisches Schwein, das ihm bei der Arbeit hilft.
- seine Mutter, von der er „köstliches Brunnenwasser“ zum Brotbacken bekommt und die Perückenträgerin ist.
- die Erdbeermaus, stolze und ziemlich geizige Besitzerin eines großen Erdbeerfeldes.
- das Krokodil, es ist ein guter Freund der Erdbeermaus und „international anerkannter Erdbeerquetscher“, „international anerkannter Bauchwegtrainer“, „international anerkannter Krokodilwäscher“, „international anerkannter Schraubenschrauber“, „international anerkannter Erdbeerkuchenbäcker“, „international anerkannter Erdbeerpflanzer“ und vieles mehr.
- drei Bienen, meist schlecht gelaunt, aber ab und zu kann Tom ihnen etwas Honig abschwatzen.

Ab und zu trifft Tom auch:
- das Arme Kleine Mädchen, das Tom hin und wieder ein halbes Brot abnimmt, ihm aber auch mal mit hilfreichen Ideen zur Seite steht,
- den Netten Mann, der immer in Reimen spricht und ein echtes Schlitzohr ist; sein Ziel ist immer, Tom dessen Brot zu klauen. Er und der Rest der „Netten Familie“ sind die einzigen Menschen, die eine Nase haben,
- den Herrn Doktor, der in einer Box wohnt und herausspringt, wenn man eine Münze einwirft,
- die Frösche, großmäulige Nimmersätte, die auch schon mal Tom verschluckt und alles verdreht haben. Sie heißen Limbo, Punkto, Streipo, Grungo, Bongo, Schrumpfo, Flip, Flap und Flop,
- drei Glühwürmchen aus dem Wald, die singen und Tom den Weg leuchten. Jedes Glühwürmchen fühlt sich einsam und alleine,
- Mina und Mona, die Motzer. Die beiden Fledermäuse sind immer gelangweilt und sagen, Tom sei doof.
- Seinen Vater, der auf hoher See ist und oft Fischen geht.
- Die Bienenkönigin, der alle Bienen und Tom treu ergeben sind.
- Die Katze von Toms Mutter [Name nicht bekannt], die nur ein Auge besitzt und meist neutral gegenüber allem ist.
- Spiegel-Tom, ein spiegelndes Abbild von Tom
- die Schildkröte Buba
- Luisa die Kuh steht für gewöhnlich nur rum. Manchmal zwinkert sie aber auch mit ihren großen Augen.
- Marvin, das Kälbchen von Luisa der Kuh (ab Folge 23 dabei)
- Eine Ameisentruppe, die ein Erdbeermarmeladebrot mit Honig trägt.

## Stil
Grundlage für Tom-Filme sind Handzeichnungen, die mit Flash-Software nachgezeichnet und dann mit dem Computer animiert werden.
Bild- und Formensprache der Filme sind einfach: Die Darstellung der Umwelt ist, vergleichbar einem Comic, zweidimensional. Auch kommen Denkblasen mit symbolischem Inhalt zum Einsatz. Alle Flächen sind einfarbig und ohne Verläufe koloriert. Die Figuren und Gegenstände sind ebenfalls zweidimensional gestaltet, mit vereinfachten Körpern, deren Extremitäten etwa bei Tom nur mit einfachen Strichen gezeichnet sind. Die meisten Figuren haben keine Nase und keine Finger.
Die Filme weisen stets Gemeinsamkeiten auf, beispielsweise beginnt fast jeder Film mit der Einleitung: „Eines Tages dachte Tom an ein leckeres Erdbeermarmeladebrot mit Honig. Er machte einen Spaziergang, doch das Erdbeermarmeladebrot mit Honig wollte ihm nicht mehr aus dem Kopf gehen“. Daraufhin beginnt seine Suche stets beim Müller. Am Ende jeder Suche besitzt Tom immer lediglich ein halbes Erdbeermarmeladebrot mit Honig – meist kommt ihm die zweite Hälfte erst kurz vor Ende der jeweiligen Episode durch verschiedene Umstände abhanden –, doch es schmeckt ihm deswegen nicht weniger gut. Wenn eine Person Tom einen Hinweis für seine nächste Zutat gegeben hat, jubelt Tom und der Erzähler kommentiert dies mit: „Tom hielt das für eine wunderbare Idee“. Auf Misserfolge und den Kommentar des Erzählers „Na Tom, so hast du dir das wohl nicht vorgestellt?“ reagiert er mit einem Kopfschütteln. Er beschließt seinen Tag immer dort, wo er die letzte Zutat für sein Brot bekommen hat (auf einer Blumenwiese, auf dem Dach des Hauses seiner Mutter …), und ist „wunschlos glücklich“, was durch eine leere Denkblase symbolisiert wird.
In jeder Folge wiederholen sich auch Gesten und Körpersprache bei Tom und den anderen Protagonisten. So wird zum Beispiel der Müller stets mit dem gleichen „High five“ begrüßt und verabschiedet, der immer aus dem gleichen Blickwinkel gezeigt wird. Auch Geräusche und Musik sind an allen Schauplätzen spezifisch und werden in allen Folgen beibehalten, wobei Variationen möglich sind. Dirk Bach sprach in der deutschsprachigen Synchronisation den Erzähler und alle Charaktere der Filme mit unterschiedlicher Stimmhöhe und Betonung. Nach Bachs Tod wurde die Sendung nicht mehr fortgesetzt.

## Ausstrahlung
Tom und das Erdbeermarmeladebrot mit Honig läuft als eigenständige Reihe bei KI.KA. Zeitweise wurden auch Episoden in Das Erste und im SWR Fernsehen ausgestrahlt sowie als Teil der Sendung mit der Maus. Die TV-Episoden werden begleitet von zwei interaktiven Online-Filmen und kleinen Spielen zu jeder Doppelfolge.

## Rezeption
„Bemerkenswert ist auch, dass die Filme von Tom seit vier Jahren einen festen Platz im Fernsehen haben, aber im Internet geboren wurden. Hier zeigen nach wie vor die interaktiven Filme die besondere Stärke des Mediums Web – und vermitteln den Kindern nebenbei erste Kenntnisse zur interaktiven Mediennutzung“

## Auszeichnungen
- Animago Award, bester interaktiver Kurzfilm, FMX Stuttgart, 2003[5]
- Lobende Erwähnung der Jury, Trickfilmfestival Terebon, 2004[5]
- Multimedia Special Mention, Avanca, 2004[5]
- Prädikat „Besonders wertvoll“, FBW Wiesbaden 2004[6]
- Grimme Online Award 2009 für www.kindernetz.de/tom[7]